# Atlanterra
Atlanterra ist ein Ort in Südspanien in der Provinz Cádiz an der Costa de la Luz. Er gehört zur Gemeinde Tarifa und liegt in der Nähe der alten Fischerstadt Zahara de los Atunes. Der Ort besteht nahezu ausschließlich aus Ferienwohnungen im nördlicheren Teil sowie einer Villengegend im südlicheren Teil. Die Ferienwohnungen sind hierbei vor allem etwa seit dem Jahr 2000 entstanden, die Anfänge der Villengegend entstanden in den 1960ern.
Atlanterra liegt an zwei Stränden, der nördlicheren, mit Zahara de los Atunes geteilten Bucht Bahía de la Plata (Silberbucht, ca. 4 km lang) und an der von einer kleinen Landzunge abgeteilten, südlichen und einsamen Bucht Playa de los Alemanes (Strand der Deutschen, etwa 1,2 km lang). Diese Strände werden zu den schönsten Spaniens gezählt, da sie – vor allem außerhalb der Hauptsaison – einsam sind, das Wasser sehr klar und der Sand fein und gelblich ist. An der Playa de los Alemanes findet man keine Bars und Restaurants, die Bahia de la Plata ist dagegen infrastrukturell besser ausgebaut und wird stärker besucht.
Atlanterra liegt – auf der Seite des Atlantiks – recht nahe der engsten Stelle der Straße von Gibraltar; hier wird die westliche Costa de la Luz zur östlichen Costa del Sol, die afrikanische Küste ist daher in der Regel gut zu sehen. Ein alter Bunker in den Felsen zwischen den beiden Stränden zeugt von der guten Sicht an dieser Stelle, da Schiffe die Straße von Gibraltar hier nur bei schlechtem Wetter ungesehen passieren können.
Direkt südlich von Atlanterras abgrenzender Landzunge mit Leuchtturm und der Alemanes-Bucht liegt die Bucht, an der die antike Ruinenstadt Baelo Claudia zu finden ist. Jedoch gibt es über den Kamm nur Landwirtschafts- und Wanderwege, aber keine durchgehende Küstenstraße – ein Merkmal, warum es in Atlanterra so ruhig ist. Um in Nachbarbuchten zu gelangen, muss man zunächst ca. 10 bis 15 km landeinwärts fahren, dann auf der Hauptstraße im Hinterland mindestens 10 km nord- oder südwärts, dann in einer Nachbarbucht wieder 10 bis 15 km zum Meer fahren. Der südliche Villenteil hat teils sehr große Grundstücke von ca. 2.500 m². Eine in der Schweiz ansässige Immobilien-Entwicklungsgesellschaft sucht für die Siedlung Atlanterra wohlhabende Kundschaft mit teils siebenstelliger Kaufkraft, u. v. a. mit dem Argument, dass – entgegen vielen anderen Gegenden Andalusiens – hier die Wasserversorgung aus eigenen Möglichkeiten gesichert sei.
An den Stränden weht meist ein stetiger zum Windsurfen einladender Seewind. Dieser wird auch von den Windparks im Hinterland genutzt, deren größter mit mehr als 3.000 Windgeneratoren sich an der Zufahrt zu Zahara und Atlanterra befindet.

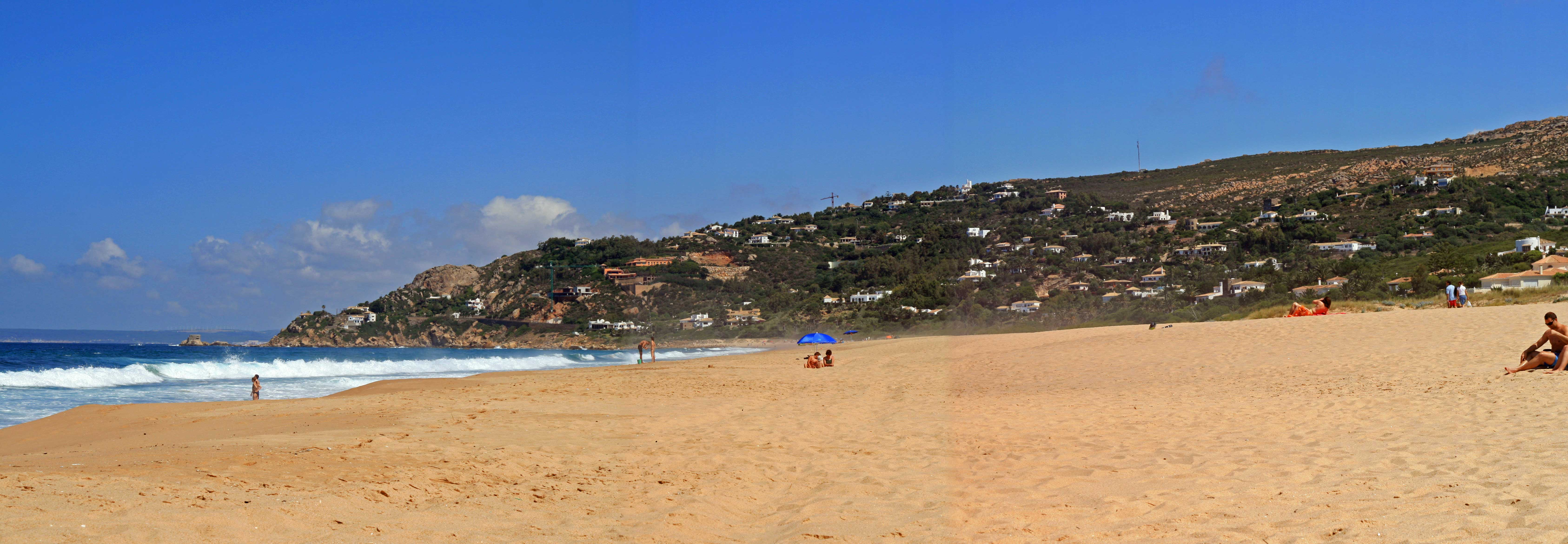
Playa de los Alemanes